# Cyclophyllum jasminifolium
Cyclophyllum jasminifolium là một loài thực vật có hoa trong họ Thiến thảo. Loài này được Guillaumin & McKee mô tả khoa học đầu tiên năm 1966.